# الغزو المنغولي للهند (1303)
شن الجيش المغولي الموجود في خانية جغتاي، في عام 1303، غزوًا لسلطنة دلهي، في الوقت الذي كانت فيه وحدتان رئيسيتان من جيش دلهي بعيدتان عن المدينة. عاد سلطان دلهي علاء الدين الخلجي إلى دلهي على عجلٍ، فقد كان بعيدًا في شيتورغارة عندما بدأ المغول زحفهم. ومع ذلك، لم يكن قادرًا على اتخاذ الاستعدادات المناسبة للحرب، وقرر اللجوء إلى معسكرٍ مايزال قيد الإنشاء ويخضع لحراسةٍ مشددةٍ في سيري فورت. حاصر المغول، بقيادة تاريغاي، دلهي لأكثر من شهرين ونهبوا ضواحيها. وقرروا في النهاية الانسحاب، بسبب عدم تمكنهم من اختراق معسكر علاء الدين.
كانت عملية الغزو أحد أخطر الغزوات المغولية للهند، ودفعت علاء الدين إلى اتخاذ عدة إجراءات لمنع تكرارها. فقام بتعزيز الوجود العسكري على طول طرق المغول إلى الهند، ونفذ إصلاحاتٍ اقتصادية لضمان وجود مصادر دخل كافية للحفاظ على جيش قوي.

## خلفية
نجح علاء الدين الخلجي، حاكم سلطنة دلهي، في صد الغزوات المغولية على خانية جغتاي وجوارها في اعوام 1297-98، و1298-99، و 1299. في شتاء عام 1302-1303، أرسل علاء الدين جيشًا لنهب مدينة ورنجل، بينما قاد بنفسه جيشًا آخر لاحتلال قلعة تشيتور. عندما علم المغول بغياب وحدتين كبيرتين من الجيش الإمبراطوري عن دلهي، قرروا الاستيلاء على المدينة. كان الجيش المغولي بقيادة تاريغاي (أيضًا تورغاي؛ وترجم أحيانًا بشكل خاطئ إلى «تارغي») كان تاريغاي قد خدم في وقت سابق كجنرال في عملية غزوفي عام 1299 التي كانت بقيادة كيوتلغ خواجا.
وفقًا للمؤرخ ضياء الدين برني في القرن الرابع عشر، كان جيش المغول مؤلفًا من «30.000 أو 40.000» فارس. تشير بعض مخطوطات كتابات برني إلى الرقم «20.000 أو 30.000». تقدم المغول عبر البنجاب دون مقاومة كبيرة. لم تكن قوات سلطنة دلهي المتمركزة في ملتان وديبالبور وسامان قوية بما يكفي لمنع تقدم المغول، أو المضي قدمًا إلى دلهي ومساعدة علاء الدين.
في هذه الأثناء، استولى علاء الدين على قلعة تشيتور في أغسطس عام 1303، وعين حاكمه هناك. وغادر تشيتور بعد 7 أيام من احتلالها، ربما عندما علم بخطط المغول.

## استعدادات علاء الدين
وصل علاء الدين إلى دلهي قبل حوالي شهر من وصول المغول، لكنه لم يستطع اتخاذ الاستعدادات المناسبة للمعركة الوشيكة. فقد خُّربت أسلحة جيشه في موسم الأمطار، أثناء حصار قلعة تشيتور. بالإضافة إلى ذلك، لم يكن قادرًا على استبدال الخيول والمواد التي فقدها جيشه في قلعة تشيتور.
أرسل علاء الدين رسائل إلى حكام مقاطعاته، يأمرهم فيها بإرسال تعزيزات إلى دلهي. ولكن المغول كانوا قد أقاموا حواجزًا على جميع الطرق المؤدية إلى دلهي. كما أجبرت القوافل التجارية على التوقف، ما أدى إلى نقص البضائع في دلهي.
تخلى الجيش الذي أرسله علاء الدين للاستيلاء على ورنجل عن مهمته، ووصل إلى مكان قريب من دلهي بعد رحلة طويلة. لكنه فقد العديد من الرجال مع عدتهم أثناء في هذه العملية. علاوةً على ذلك، لم يتمكن الجيش من دخول دلهي، لأنه بحلول هذا الوقت، استولى المغول على مخاضات نهر جمنة. على الرغم من استدعاء علاء الدين للحضور إلى دلهي، فقد أُجبر هذا الجيش على التوقف في كويل (أليغر) وبولانشا، الواقعتان جنوب شرق دلهي.
في ظل هذه الظروف الصعبة، قرر علاء الدين تجنب المواجهة المباشرة مع المغول. خرج من مدينة دلهي المحصنة، وأقام معسكره الملكي في سيري التي ماتزال قيد الإنشاء. كانت سيري محاطة من الجهات الثلاث بنهر يامونا، وغابة كثيفة، والقلعة القديمة في دلهي: كانت معرضةً للخطر من جانبها الشمالي فقط. أمر علاء الدين بحفر خندق حول معسكره في سيري. كان الخندق، بدوره، محميًا بسور خشبي مبني من أبواب منازل دلهي. كانت هذه المستوطنة المؤقتة تحت حراسة عدة وحدات من الجنود المسلحين، وكان كل وحدة مزودة بخمسة أفيال حرب كاملة التسليح في مقدمتها.

## الغزو المغولي لدلهي
واجه المغول طلائع جيش دلهي مرتين أو ثلاث مرات. لم يحرز أي من الجانبين نصرًا حاسمًا في هذه المعارك، ولم يتمكن المغول من دخول معسكر علاء الدين في سيري.
على الرغم من صد هجومهم في سيري، انتقل المغول إلى أجزاء أخرى من دلهي الحالية. يسمي برني هذه الأجزاء باسم شورتاراي سوبهاني، و موري، وهاددي، والحوض الملكي (هوزاي سولتاني). لم يتم التأكد من الهوية الحديثة لهذه المناطق؛ ربما تشير هوزاي سولتاني إلى هوزاي شمسي. قام المغول أيضًا بنهب المخازن الملكية، وباعوا الذرة والسلع الأخرى الموجودة فيها لعامة الشعب بسعرٍ رخيص.
قضى الغزاة شهرين في دلهي وما حولها، لكنهم لم يتمكنوا من اختراق معسكر علاء الدين في سيري. أدرك تاريغاي أن البقاء في منطقة معادية هو وضع خطير بالنسبة لجيشه. لذلك قرر العودة بالغنائم التي تمكن من جمعها حتى تلك اللحظة. ربما تأثر قرار تاريغاي بالعودة أيضًا بالصراع الدائر بين دوا وشابار في وطنه. ادّعت نظرية ملفقة أخرى أن تاريغاي تراجع نتيجةُ لصلاة القديس الصوفي نظام الدين أولياء.
في وقتٍ لاحق، كتب ضياء الدين برني، الذي كان من سكان دلهي في ذلك الوقت، أن المدينة لم تشهد مثل هذا الخوف من المغول. ووفقًا لبرني، لو أن تاريغاي قرر البقاء في دلهي لشهر إضافي آخر، لكانت المدينة سقطت في يده.

## ما بعد الكارثة
قاد علاء الدين شخصيًا العديد من الحملات وعمليات الحصار، قبل الغزو المغولي في عام 1303. ومع ذلك، فإن العملية التي كانت شبه غزو لدلهي من قبل تاريغاي جعلته أكثر حرصًا. فبعد ذلك، قاد جنرالاته (مثل مالك كافور) جميع حملاته تقريبًا (باستثناء سوانا). بقي علاء الدين في سيري، حيث بنى قصرًا. أصبحت سيري (التي كانت آنذاك مدينة خارج مدينة دلهي المحصنة) عاصمة سلطنة دلهي، وازداد عدد سكانها بسرعة. كما قام علاء الدين بإصلاح سور الحصن القديم في دلهي.
عزز علاء الدين الوجود العسكري على طول طرق المغول المؤدية إلى الهند، بغية إضعاف التهديد المغولي. رمم العديد من الحصون القديمة وبنى قلاع جديدة على طول هذا الطريق. عين كوتولز أقوياء (قادة الحصون) وعدد أكبر من الجنود في هذه الحصون. وجددت مخازن الأسلحة والمستودعات فيها. نشر جيش كبير في ديبالبور وسامان. إلى جانب ذلك، خصصت القطائع الموجودة على الحدود المغولية لنبلاء وضباط الجيش الكفؤين وذوي خبرة.
نفذ علاء الدين أيضًا سلسلة من الإصلاحات الاقتصادية. يقترح برني أن هدف علاء الدين الرئيسي كان ضمان وجود مصادر دخل كافية للحفاظ على جيش قوي قادر على التعامل مع تهديد المغول.
لم تردع هذه الإجراءات المغول من غزو الهند، لكنها ضمنت وبشكل حاسم هزيمة الغزاة في محاولاتهم المستقبلية لغزو أراضي علاء الدين.